# Tarbes Pyrénées rugby
Il Tarbes Pyrénées rugby è un club francese di rugby a 15 di Tarbes.
Fondato nel 1901, vanta due titoli di campione di Francia, vinti nel 1920 e nel 1973.
Milita in Pro D2, la seconda divisione nazionale francese, e disputa i suoi incontri interni allo stadio Maurice Trélut; i suoi colori sociali sono il bianco e il rosso.

## Palmarès
- Campionati francesi: 2
1919-20, 1972-73